# Olaf Heredia
Carlos Olaf Heredia Orozco (Apatzingán, 1957. október 19. – ) mexikói válogatott labdarúgókapus. 

## Pályafutása

### Klubcsapatban
Pályafutását 1978-ban kezdte a Pumas UNAM csapatában, ahol hat évig játszott és egy alkalommal nyerte meg a mexikói bajnokságot. 1984 és 1987 között a Tigres játékosa volt. 1987 és 1990 között az Atlético Moreliában védett. 1990 és 1993 között a Cruz Azul kapusa volt. 1993-tól 1997-ig a Santos Laguna csapatát erősítette. 

### A válogatottban
1983 és 1986 között 18 alkalommal szerepelt az mexikói válogatottban. Részt vett az 1986-os világbajnokságon.

## Sikerei, díjai
Pumas UNAM
- Mexikói bajnok (1): 1980–81
- CONCACAF-bajnokok kupája győztes (2): 1980, 1982
- Copa Interamericana (1): 1981